# Irek Faritowitsch Gimajew
Irek Faritowitsch Gimajew (russisch Ирек Фаритович Гимаев; * 2. September 1957 in Sukkulowo, Baschkirische ASSR, Russische SFSR) ist ein ehemaliger sowjetischer Eishockeyspieler und russischer -trainer, der während seiner aktiven Karriere zwischen 1976 und 1992 zahlreiche nationale und internationale Titel mit dem Armeeklub ZSKA Moskau errang. Darüber hinaus gewann er bei Welt- und Europameisterschaften im Junioren- und Seniorenbereich mehrfach Medaillen mit der Nationalmannschaft der UdSSR.

## Karriere
Gimajew erlernte das Eishockeyspielen in der Nachwuchsabteilung von Salawat Julajew Ufa, dem Eishockeyklub in der Nähe seines Geburtsortes Sukkulowo. Ab 1976 gehörte der als Stürmer und Verteidiger einsetzbare Spieler zum Kader der Seniorenmannschaft, die der zweithöchsten sowjetischen Spielklasse, der Perwaja Liga, angehörte. Am Ende der Saison 1977/78 schaffte er mit Salawat den Aufstieg in die höchste Spielklasse, die Wysschaja Liga. Insgesamt spielte er bis 1979 für das Team aus Ufa, ehe er nach seinem Nationalmannschaftsdebüt im Februar 1979 zur Saison 1979/80 zum Armeeklub ZSKA Moskau in die Landeshauptstadt Moskau wechselte.
In den Spielzeiten 1977/78 und 1978/79 gehörte Gimajew zu einem von Boris Majorow betreuten, sowjetischen All-Star-Team, das in der Saison 1977/78 acht und im darauf folgenden Jahr sechs Spiele in der nordamerikanischen World Hockey Association absolvierte. Der Allrounder kam dabei in allen Spielen zum Einsatz und erreichte sechs Scorerpunkte.
Bis 1987 verbrachte Gimajew in Moskau eine überaus erfolgreiche Zeit, in der er achtmal Sowjetischer Meister wurde und neunmal den Europapokal mit der Mannschaft gewann. Nach seiner Zeit bei ZSKA entschied sich Gimajew im Sommer 1987 nach Japan zu wechseln, wo er bis 1991 für den Ōji Seishi Ice Hockey Bu in der Japan Ice Hockey League aktiv war. In dieser Zeit feierte er drei Meisterschaften, einen Vizetitel sowie zwei Pokalsiege mit dem Team. Ausklingen ließ Gimajew seine Karriere schließlich in der Saison 1991/92 in der neu gegründeten Slovenska hokejska liga beim HK Olimpija Ljubljana. Dort errang er die Vizemeisterschaft.
In der Saison 2001/02 trainierte er für einen Teil der Spielzeit seinen Ex-Klub HK ZSKA Moskau in der Superliga. Wegen anhaltender Erfolglosigkeit wurde Gimajew aber im Saisonverlauf durch Wladimir Semjonow ersetzt. Aufgrund von lediglich elf Siegen in 51 Partien stieg die Mannschaft am Saisonende sportlich in die zweitklassige Wysschaja Liga ab, nachdem sie den Abstieg im Vorjahr noch knapp hatte verhindern können. Anschließend war er in der Nachwuchsabteilung von ZSKA tätig.
Für seine Verdienste um den Eishockeysport in der UdSSR erhielt er 1979 die Medaille „Für Auszeichnung in der Arbeit“ sowie 1982 das Ehrenzeichen der Sowjetunion. Ebenso wurde er im selben Jahr als Verdienter Meister des Sports der UdSSR im Eishockey ausgezeichnet.

### International
Gimajew errang bei Welt- und Europameisterschaften im Junioren- und Seniorenbereich zahlreiche Medaillen mit der Nationalmannschaft der UdSSR. An Olympischen Winterspielen nahm er allerdings nie teil.
Erstmals gewann er bei der inoffiziellen U20-Junioren-Weltmeisterschaft 1976 die Goldmedaille mit der UdSSR sowie wenige Monate später bei der U19-Junioren-Europameisterschaft den Europameistertitel. Im folgenden Jahr verteidigten die Sowjets dann den Weltmeistertitel bei der ersten offiziellen Austragung des WM-Turniers.
Im Rahmen des Challenge Cups im Februar 1979 gegen ein All-Star-Team der National Hockey League gab Gimajew sein Debüt in der Seniorenauswahl der UdSSR. Die Sowjets gewannen die über drei Spiele andauernde Serie, allerdings kam Gimajew nur in der entscheidenden dritten Partie zum Einsatz. Im selben Jahr nahm er mit dem Team an der Weltmeisterschaft teil. Dort errang die Sowjetunion sowohl den Welt- als auch Europameistertitel. Selbiges folgte auch in den Jahren 1982 und 1983. Sein viertes Weltmeisterschaftsturnier beendete Gimajew 1985 mit dem Gewinn der Bronzemedaille sowie dem Gewinn des vierten Europameistertitels seiner Karriere. Einen weiteren Erfolg verbuchte er mit dem Gewinn des Canada Cups im Jahr 1981. Dort spielte er auch 1984. Dies war allerdings das einzige internationale Turnier seiner Karriere, bei dem er keine Medaille gewann. Insgesamt bestritt Gimajew zwischen Februar 1979 und September 1985 93 Partien für die UdSSR, davon 37 bei internationalen Turnieren. Im Verlauf seiner Nationalmannschaftskarriere gelangen ihm elf Tore gelangen, wovon sechs auf Pflichtspiele entfielen.

## Erfolge und Auszeichnungen
| - 1978 Meister der Perwaja Liga und Aufstieg in die Wysschaja Liga mit Salawat Julajew Ufa - 1978 Europapokal-Gewinn mit ZSKA Moskau - 1979 Europapokal-Gewinn mit ZSKA Moskau - 1980 Europapokal-Gewinn mit ZSKA Moskau - 1980 Sowjetischer Meister mit ZSKA Moskau - 1981 Europapokal-Gewinn mit ZSKA Moskau - 1981 Sowjetischer Meister mit ZSKA Moskau - 1982 Europapokal-Gewinn mit ZSKA Moskau - 1982 Sowjetischer Meister mit ZSKA Moskau - 1983 Europapokal-Gewinn mit ZSKA Moskau - 1983 Sowjetischer Meister mit ZSKA Moskau - 1984 Europapokal-Gewinn mit ZSKA Moskau - 1984 Sowjetischer Meister mit ZSKA Moskau | - 1985 Europapokal-Gewinn mit ZSKA Moskau - 1985 Sowjetischer Meister mit ZSKA Moskau - 1986 Europapokal-Gewinn mit ZSKA Moskau - 1986 Sowjetischer Meister mit ZSKA Moskau - 1987 Sowjetischer Meister mit ZSKA Moskau - 1988 Japanischer Meister mit dem Ōji Seishi Ice Hockey Bu - 1989 All-Japan-Ice-Hockey-Championship mit dem Ōji Seishi Ice Hockey Bu - 1989 Japanischer Vizemeister mit dem Ōji Seishi Ice Hockey Bu - 1990 Japanischer Meister mit dem Ōji Seishi Ice Hockey Bu - 1991 All-Japan-Ice-Hockey-Championship mit dem Ōji Seishi Ice Hockey Bu - 1991 Japanischer Meister mit dem Ōji Seishi Ice Hockey Bu - 1992 Slowenischer Vizemeister mit dem HK Olimpija Ljubljana |

### International
| - 1976 Goldmedaille bei der U20-Junioren-Weltmeisterschaft - 1976 Goldmedaille bei der U19-Junioren-Europameisterschaft - 1977 Goldmedaille bei der U20-Junioren-Weltmeisterschaft - 1979 Gewinn des Challenge Cup - 1979 Goldmedaille bei der Weltmeisterschaft - Goldmedaille bei der Europameisterschaft - 1981 Goldmedaille beim Canada Cup | - 1982 Goldmedaille bei der Weltmeisterschaft - Goldmedaille bei der Europameisterschaft - 1983 Goldmedaille bei der Weltmeisterschaft - Goldmedaille bei der Europameisterschaft - 1985 Bronzemedaille bei der Weltmeisterschaft - Goldmedaille bei der Europameisterschaft |

### Sonstige
- 1979 Medaille „Für Auszeichnung in der Arbeit“
- 1982 Verdienter Meister des Sports der UdSSR im Eishockey
- 1982 Ehrenzeichen der Sowjetunion

## Karrierestatistik

### International
Vertrat die UdSSR bei:
| - U20-Junioren-Weltmeisterschaft 1976 - U19-Junioren-Europameisterschaft 1976 - U20-Junioren-Weltmeisterschaft 1977 - Challenge Cup 1979 - Weltmeisterschaft 1979 | - Canada Cup 1981 - Weltmeisterschaft 1982 - Weltmeisterschaft 1983 - Canada Cup 1984 - Weltmeisterschaft 1985 |

(Legende zur Spielerstatistik: Sp oder GP = absolvierte Spiele; T oder G = erzielte Tore; V oder A = erzielte Assists; Pkt oder Pts = erzielte Scorerpunkte; SM oder PIM = erhaltene Strafminuten; +/− = Plus/Minus-Bilanz; PP = erzielte Überzahltore; SH = erzielte Unterzahltore; GW = erzielte Siegtore; 1 Play-downs/Relegation; Kursiv: Statistik nicht vollständig)